# Herrarnas linjelopp i landsvägscykling vid olympiska sommarspelen 2008
Herrarnas linjelopp i cykel vid olympiska sommarspelen 2008 ägde rum den 9 augusti på Urban Road Cycling Course i Peking. Loppet startade klockan 11.00 kinesisk tid (UTC+8) och var beräknat att pågå till klockan 17.30 samma dag. Norrut genom centrala Peking gick det 245,4 kilometer långa loppet, bland annat förbi kulturhistoriska platser som Himmelens tempel, Himmelska fridens torg och Pekings Nationalstadion. Efter en relativt platt terräng i 78,8 kilometer norrut genom Pekings centrum, följde en betydligt mer kuperad terräng vid Badaling, där cyklisterna även fick köra på ramper med 10 graders lutning.
Spanjoren Samuel Sánchez vann med 6 timmar, 23 minuter och 49 sekunder, efter att en sexmannaklunga brutit sig loss och resulterade i en sprintuppgörelse på slutet. Davide Rebellin från Italien och Fabian Cancellara från Schweiz tog andra respektive plats på samma tid som Sánchez. Det var varma och fuktiga förhållanden under loppet, till skillnad mot damernas lopp dagen därpå.
Tävlingen var en av de allra första att avgöras under Peking-OS, och avgjordes redan den allra första tävlingsdagen.. Före OS-invigningen höjdes röster om hotet från avgaser och utsläpp i uthållighetsidrotterna, men inga större komplikationer uppstod under cykelloppet.
I april 2009 bekräftades att silvermedaljören Rebellin testats positivt för preparatet Cera. Då hans B-test visade ett entydigt resultat tvingades han att lämna tillbaka sin medalj samtidigt som han påstod sig vara oskyldig. Cancellara och tidigare fjärdeplacerade Alexandr Kolobnev fick senare silver respektive brons.

## Medaljörer
| Event               | Guld                   | Silver                    | Brons                       |
| Herrarnas linjelopp | Samuel Sánchez Spanien | Fabian Cancellara Schweiz | Aleksandr Kolobnev Ryssland |

## Kvalifikation
Varje nationell olympisk kommitté fick maximalt skicka fem cyklister, och cyklisterna var tvungna att leva upp till Union Cycliste Internationales (UCI) rankningslistor, med UCI Pro Tour ansedd att vara överordnad UCI Continental Circuits. Vid de olika deltävlingarna varierade antalet kvalplatser, och alla hade sina egna rankningssystem. Om någon kommitté inte kunde fylla alla kvotplatser från ProTouren så kunde de skicka tävlande från de kontinentala turneringarna, och om det inte fungerade, så var även B-världsmästerskapen ett alternativ. Kvotplatserna var (i fallande ordning): 70 cyklister från, 38 från Europatouren, 15 från Amerikatouren, nio från Asientouren, fem från Afrikatouren, och tre från Oceanientouren. Fem idrottare kvalificerade från "B"-världsmästerskapen.

145 cyklister skulle ha kört loppet, men endast 143 idrottare startade. Fyra tävlande försvann dock innan loppet började. Damiano Cunego från Italien hade inte återhämtat sig från skadorna han drog på sig i Tour de France 2008, så han ersattes av Vincenzo Nibali. Portugisen Sérgio Paulinho, som tog silver fyra år tidigare, sades vara i för dålig form för att kunna tävla. Efter att ryssen Vladimir Gusev blivit sparkad av sitt professionella lag efter att inte ha klarat ett internt dopingprov, ersattes han av Denis Menchov, som senare även tävlade i tempoloppet. Under en träning en vecka innan loppet kraschade Michael Albasini från Schweiz och bröt nyckelbenet, men det var för tätt inpå tävlingen för att ordna fram en ersättare.

## Innan loppet

### Föroreningar
Innan invigningen av OS försökte IOC tona ned risken idrottarna utsattes för med den dåliga luften; hur som helst bestämde man sig för att flytta uthållighetsidrotter, som cykling, om utsläppshalterna var för höga. Idrottare i dessa sammanhang kan konsumera 20 gånger mer syre än en stillasittande person. En hög halt av föroreningar kan affektera idrottarens genomförande, skada eller irritera lungorna och kan ge upphov till astma.
Självständiga källor har visat att föroreningsnivåerna var över gränsen som satts av World Health Organization den 9 augusti. Cyklingen blev av som planerat och inga cyklister yttrade några klagomål. 53 av 143 cyklister avbröt loppet; att många avbryter är dock inte ovanligt (över hälften avbröt till exempel vid motsvarande lopp under olympiska sommarspelen 2004 i Aten. Efter loppet berättade ett antal cyklister att hettan gjorde förhållandena jobbiga. Luftfuktigheten uppgick till 90 %, vilket är betydligt högre än de flesta cyklisterna är vana vid från europeiska tävlingar. Föroreningar var dock inte något som nämndes mycket, men Stefan Schumacher från Tyskland, en av förhandsfavoriterna i tävlingen, uppgav att utsläpp och föroreningar bidrog till att han inte deltog.

### Förhandsfavoriter

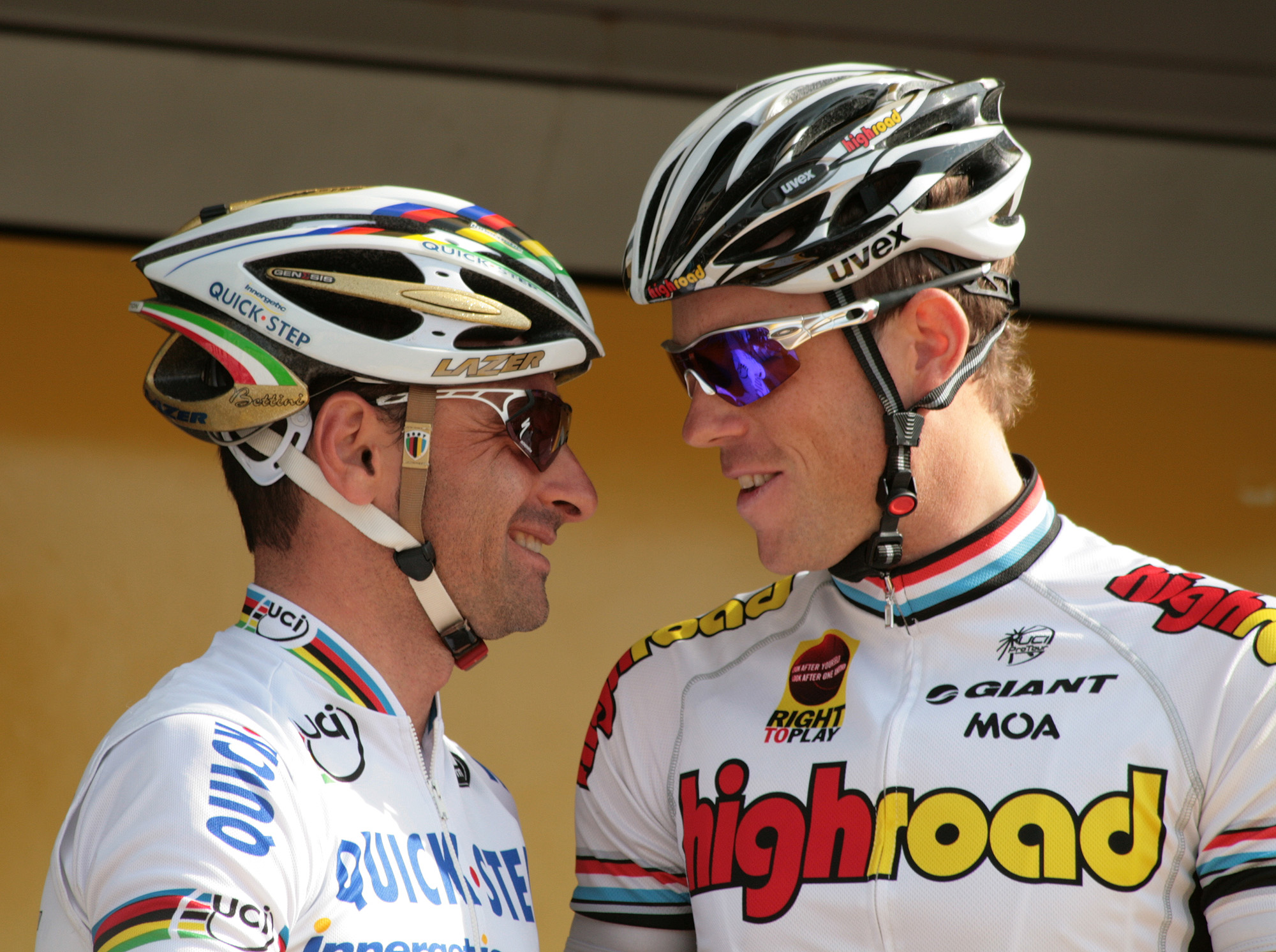
Paolo Bettini (vänster) och Kim Kirchen (höger), konkurrenter och förhandsfavoriter

Bland förhandsfavoriterna återfanns hela den spanska delegationen av cyklister. Detta inkluderade två vinnare från Grand Tour: Alberto Contador och Carlos Sastre, tillsammans med den högt ansedde Alejandro Valverde som vann 2008 Critérium du Dauphiné Libéré och Samuel Sánchez, som vunnit tre etapper i Vuelta a España 2007. De hade även Óscar Freire, trefaldig världsmästare i cykel som taktiskt kunde hjälpa sina lagkamrater. Den allra vassaste spanjoren ansågs vara Alejandro Valverde..
Andra medaljhopp var den regerande olympiska mästaren Paolo Bettini från Italien, Tysklands Stefan Schumacher, och australiske Cadel Evans, tvåfaldig tvåa i Tour de France (2007 och 2008). Det ansågs även att de generellt starka lagen Tyskland och Luxemburg låg bra till för en seger. Det tyska laget bestod av flera veteraner från Grand Tour såsom Jens Voigt som kunde hjälpa sina lagkamrater, medan Luxembourg hade bröderna Andy och Fränk Schleck, tillsammans med Kim Kirchen, som alla haft ledartröjor under Tour de France 2008.

## Banan
Banan Urban Road Cycling Course (en av Pekings nio tillfälliga OS-arenor) var 102,6 kilometer i sin helhet, och männens lopp var 245,4 kilometer långt - det längsta i OS-historien. Loppets startlinje låg vid Yongdingmen, en återuppbyggd port av Pekings stadsmur, som är en del av Dongchengdistirktet i södra Peking och slutade i Juyongpassagen i Changpingdistriktet. 

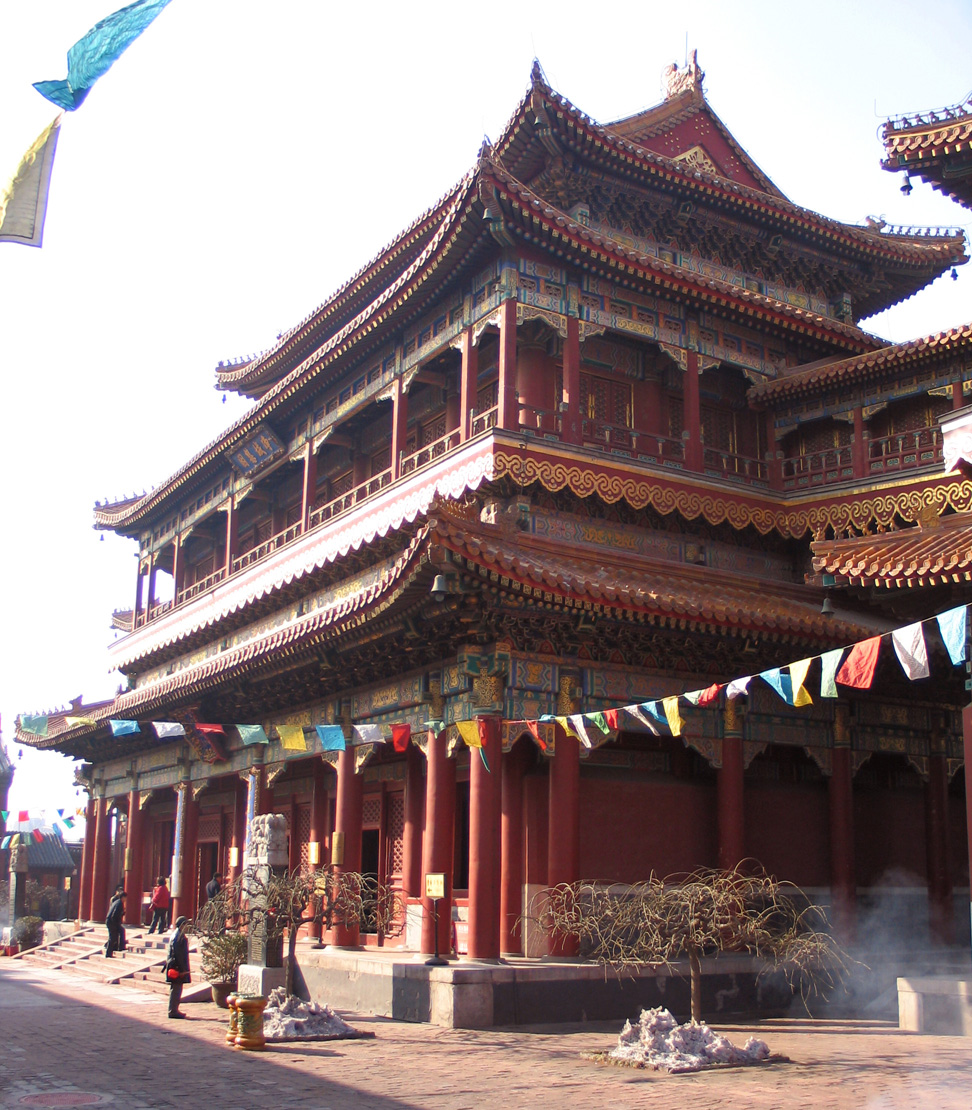
Yonghegong

Loppet passerade åtta av Pekings distrikt: Chongwen, Xuanwu, Dongcheng, Xicheng, Chaoyang, Haidian, Changping och Yanqing. Tidningen The Guardian beskrev miljön som visuellt riklig, och passerade kulturhistoriska platser som Kinesiska muren, Himmelens tempel, Himmelska fridens torg, Yonghe-templet och Pekings nationalarena. Loppet gick alltså inte enbart i centrala Peking utan även på landsbyggnaden. Det passerade även Vattenkuben och Pekings Nationalstadion.
Herrarnas lopp var dubbelt så långt som damernas lopp, och cyklisterna gjorde sju vändningar fram-och-tillbaka mellan Badaling och Juyongpassagen. De tidiga sektionerna av loppet ägde rum i centrala Peking, där marken är relativt platt. Efter ungefär 78,8 kilometer, där det plötsligt blev mer kuperat. De sista 350 meterna av loppet gav cyklisterna en brant uppförsbacke att klättra uppför, vilket var tänkt att ge ett spännande upplopp om en klunga med flera cyklister återstod på slutet - och så blev också fallet.
Till följd av säkerhetsåtgärder från de olympiska arrangörerna, fick inga åskådare stå längs vägarna. Detta beslut visade sig vara kontroversiellt: bland annat UCI-presidenten Pat McQuaid och cyklisterna Stuart O'Grady och Cadel Evans (båda från Australien), uttalade sig mot detta. McQuaid och O'Grady kände båda att ett lopp utan åskådare berövade loppet och cyklingen dess atmosfär, och sade att det de inte kunde ta supportrars önskomål i beaktande.

## Loppet

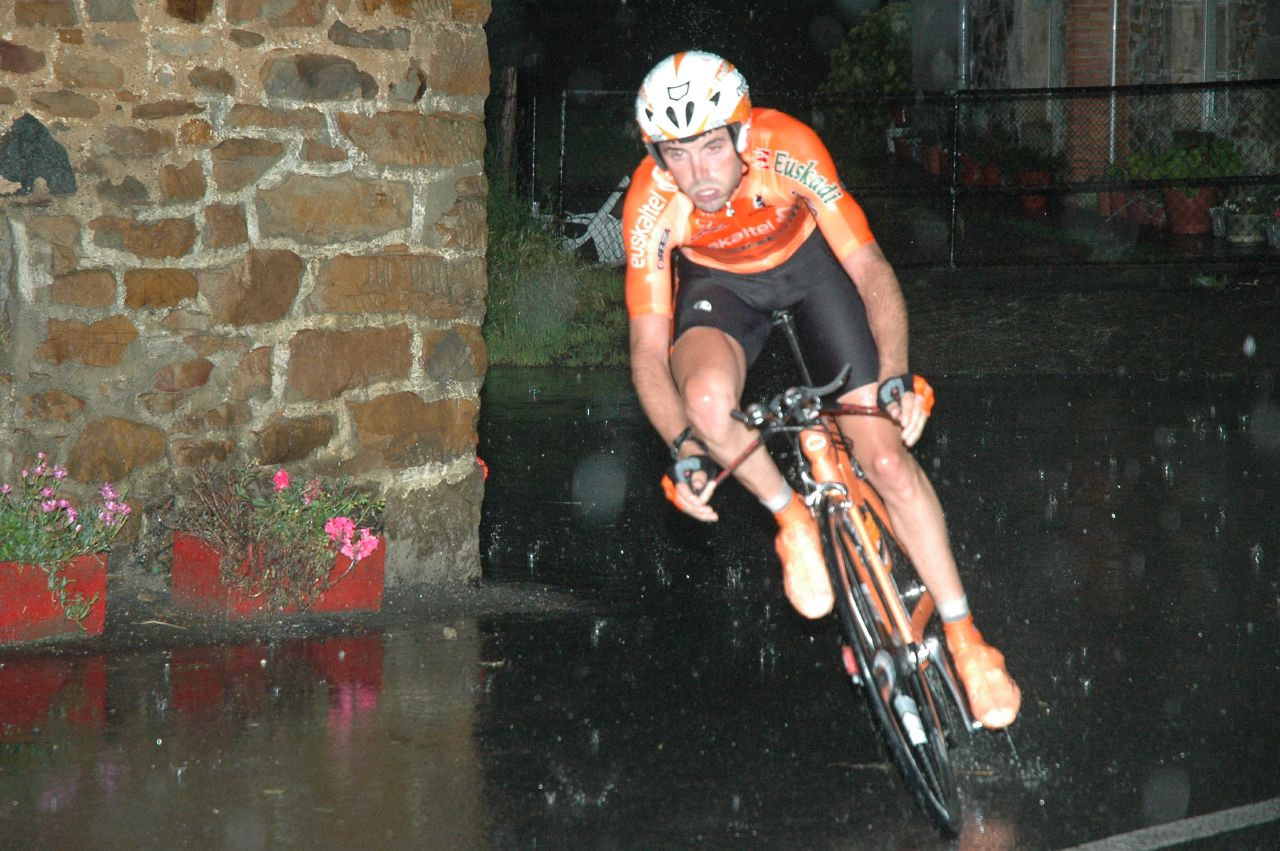
Samuel Sánchez, guldmedaljör

Klockan 11:00 lokal tid (UTC+8) och efter tre kilometer bröt sig Horacio Gallardo (Bolivia) och Patricio Almonacid (Chile) loss. De hade maximalt ett femton minuters försprång, men sågs aldrig som ett riktigt hot, och ingen av dem avslutade loppet. Inget lag ville ensamt bryta sig loss och detta resulterade i att en 26-mannaklunga tog tät. Med i klungan fanns Carlos Sastre (Spanien), Kim Kirchen (Luxemburg), Jens Voigt (Tyskland), Roman Kreuziger (Tjeckien) och Simon Gerrans (Australien). Kort efter att man nått det första av sju varv på banan släppte Alamonacid efter till Gallardo. Den ensamme chilenaren ledde tills 24-mannaklungan kom ikapp på det andra varvet, efter att ha cyklat ensam i en och en halv timme.

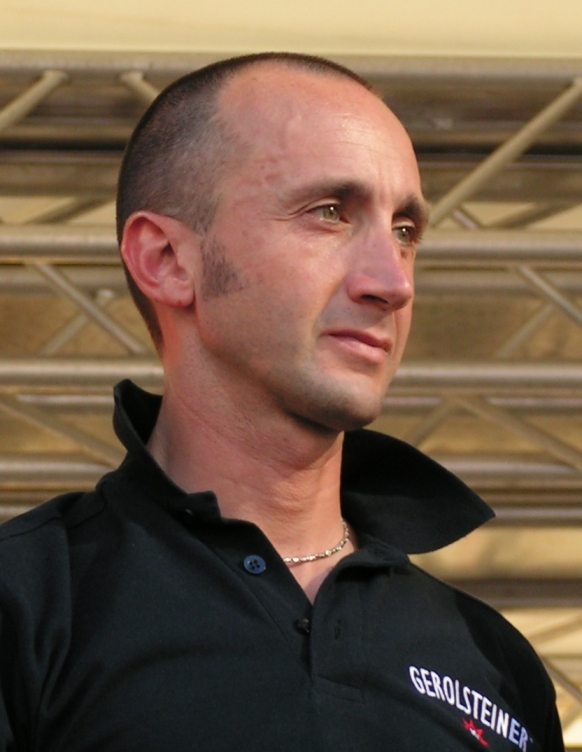
Davide Rebellin, silvermedaljör, senare diskvalificerad

På initiativ av Sastre och Kreuziger ledde 24-mannaklungan med 6 minuter före övriga halvvägs genom loppet, efter fyra av sju rundor. Vid denna tidpunkt ökade Sastre farten för att hålla de övriga bakom sig. Aleksandr Kuschynski (Vitryssland) och Ruslan Pidgornyy (Ukraina) drog ifrån klungan och fick ett 40 sekunders försprång på Sastres grupp och 2 minuter och 45 sekunder till huvudklungan. Sastres grupp ingick i huvudklungan lät Kuschynski och Pidgornyy dra iväg. Inte långt därefter, kort efter slutet på femte varvet, rullade Marcus Ljungqvist (Sverige), Rigoberto Urán (Colombia) och Johan Van Summeren (Belgien) ikapp Kuschynski och Pidgornyy.

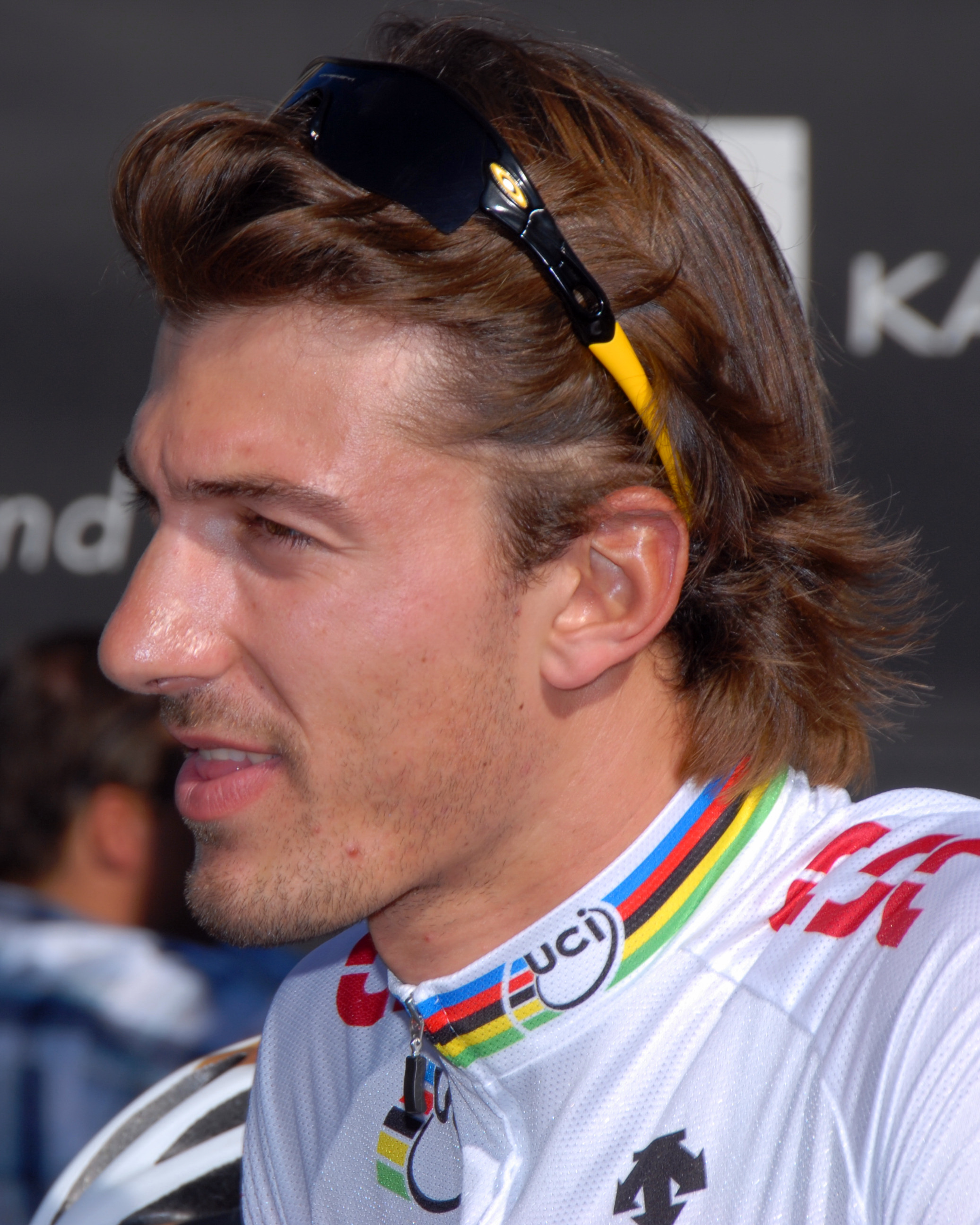
Fabian Cancellara, bronsmedaljör, senare uppgraderad till silver

Nästa attack, som senare skulle kallas "audacious" och "modig", kom från österrikaren Christian Pfannberger som gick fri från huvudklungan till slutet av sjätte varvet. Hans försprång var aldrig större än en minut, men han höll sig iväg till det sjunde och sista varvet då han blev ikappcyklad med 20 kilometer kvar Med fem minuter av hårda attacker, var färre än 20 cyklister kvar i den främre gruppen, en grupp som bestod av bland andra Cadel Evans (Australien), Levi Leipheimer (USA), Santiago Botero (Colombia), and Jérôme Pineau (Frankrike), med Valverde och Bettini lämnade bakom dem. Fem cyklister, Samuel Sánchez (Spanien), Michael Rogers (Australien), Davide Rebellin (Italien), Andy Schleck (Luxemburg) och Alexandr Kolobnev (Ryssland), kom fria från gruppen och nu återupprepade 13 attackerna från Schleck. Sánchez, Rebellin och Schleck nådde botten av Badalingklättringen med 12,7 kilometer kvar, och 10 sekunder före Rogers och Kolobnev, och 26 sekunder före Evans grupp. Bettini, Valverde och Fabian Cancellara (Schweiz) attackerade och kom ikapp Evans grupp på toppen. Den ledande gruppen hade 15 sekunders försprång före de två jagande med 10 kilometer kvar till mål.
Med fem kilometer kvar, attackerade Cancellara från Evans grupp och kom ikapp de som de tre jagarna lämnat bakom, Kolobnev och Rogers. Tre av dem lyckades täppa till luckan med en kilometer kvar, och sex cyklister gjorde upp om segern i en spurt. Sánchez vann guldet, Rebellin silvret och Cancellara knep bronset.

## Dopningshändelser
I april 2009 tillkännagav IOC att sex idrottare testats positivt under olympiska sommarspelen 2008, utan att nämna vilka namn eller vilka idrotter detta gällde. Senare spreds rykten att två cyklister varit dopade, och en av dem en medaljvinnare. Italiens olympiska kommitté (CONI) bekräftade därefter att en italiensk herrcyklist hade testats positivt för CERA (Continuous erythropoietin receptor activator) under sitt lopp, utan att identifiera honom. Dagen därpå, den 29 april 2009, tillkännagavs att Rebellin var den inblandade idrottaren. Hans agent bad om en analys av B-testet. Den 8 juli 2009 bekräftades att Rebellin och Schumacher testats positivt. Schumacher var redan hindrad från att tävla då han testats positivt för doping i Tour de France 2008, men väntas ytterligare straff. IOC såg till att Rebellin förlorade sin medalj. Den 27 november lämnade Rebellin sin silvermedalj till CONI, till följd av konsekvenserna av det posititva dopingbeskedet. Cancellara och Kolobnev flyttades upp till andra och tredje plats i de officiella resultaten. men fick först inte sina medaljer. Den 18 december 2010 fick Cancellara samma medalj som en gång getts till Rebellin vid en ceremoni i hans hemstad i Ittigen, Schweiz. Medaljen som ursprungligen gavs till Cancellara kommer att tillfalla Kolobnev.
Rebellin hade protesterat vid Court of Arbitration for Sport (CAS) mot beslutet att han skulle förlora sin silvermedalj, men i juli 2010, nekades detta.

## Slutliga placeringar
Förkortningen "s.t." innebär att en cyklist kom i samma klunga som en tidigare cyklist då mållinjen passerades. Därför fick cyklisten i fråga samma tid som framförvarande..

Källa: Officiella resultat
| Plats | Cyklist                     | Tid     |
| ----- | --------------------------- | ------- |
|       | Samuel Sánchez (ESP)        | 6:23:49 |
|       | Fabian Cancellara (SUI)     | s.t.    |
|       | Alexandr Kolobnev (RUS)     | s.t.    |
| 4     | Andy Schleck (LUX)          | s.t.    |
| 5     | Michael Rogers (AUS)        | s.t.    |
| 6     | Santiago Botero (COL)       | 6:24:01 |
| 7     | Mario Aerts (BEL)           | s.t.    |
| 8     | Michael Barry (CAN)         | 6:24:05 |
| 9     | Robert Gesink (NED)         | 6:24:07 |
| 10    | Levi Leipheimer (USA)       | 6:24:09 |
| 11    | Chris Anker Sørensen (DEN)  | 6:24:11 |
| 12    | Alejandro Valverde (ESP)    | s.t.    |
| 13    | Jérôme Pineau (FRA)         | s.t.    |
| 14    | Cadel Evans (AUS)           | s.t.    |
| 15    | Przemysław Niemiec (POL)    | s.t.    |
| 16    | Christian Vande Velde (USA) | 6:24:19 |
| 17    | Paolo Bettini (ITA)         | 6:24:24 |
| 18    | Vladimir Karpets (RUS)      | 6:24:59 |
| 19    | Murilo Fischer (BRA)        | 6:26:17 |
| 20    | Fabian Wegmann (GER)        | s.t.    |
| 21    | Erik Hoffmann (NAM)         | s.t.    |
| 22    | Christian Pfannberger (AUT) | s.t.    |
| 23    | Gustav Larsson (SWE)        | s.t.    |
| 24    | Nicki Sørensen (DEN)        | s.t.    |
| 25    | Radoslav Rogina (CRO)       | s.t.    |
| 26    | John-Lee Augustyn (RSA)     | s.t.    |
| 27    | Nuno Ribeiro (POR)          | s.t.    |
| 28    | Ignatas Konovalovas (LTU)   | s.t.    |
| 29    | Jackson Rodríguez (VEN)     | s.t.    |
| 30    | Matthew Lloyd (AUS)         | s.t.    |
| 31    | Kurt Asle Arvesen (NOR)     | s.t.    |
| 32    | Kanstantsin Siŭtsoŭ (BLR)   | s.t.    |
| 33    | Rémi Pauriol (FRA)          | s.t.    |
| 34    | Tadej Valjavec (SLO)        | s.t.    |
| 35    | Yaroslav Popovych (UKR)     | s.t.    |
| 36    | Simon Gerrans (AUS)         | s.t.    |
| 37    | Thomas Löfkvist (SWE)       | 6:26:25 |
| 38    | Thomas Rohregger (AUT)      | s.t.    |
| 39    | George Hincapie (USA)       | s.t.    |
| 40    | José Serpa (COL)            | 6:26:27 |
| 41    | Johan Vansummeren (BEL)     | s.t.    |
| 42    | Fränk Schleck (LUX)         | s.t.    |
| 43    | Andrey Mizurov (KAZ)        | s.t.    |
| 44    | Roman Kreuziger (CZE)       | 6:26:35 |

| Plats | Cyklist                     | Tid     |
| ----- | --------------------------- | ------- |
| 45    | Kim Kirchen (LUX)           | 6:26:40 |
| 46    | Moisés Aldape (MEX)         | 6:28:08 |
| 47    | Rein Taaramäe (EST)         | 6:30:49 |
| 48    | Carlos Sastre (ESP)         | 6:31:06 |
| 49    | Franco Pellizotti (ITA)     | s.t.    |
| 50    | Sergey Lagutin (UZB)        | s.t.    |
| 51    | Hossein Askari (IRI)        | 6:34:22 |
| 52    | Ruslan Pidgornyy (UKR)      | s.t.    |
| 53    | Julian Dean (NZL)           | 6:34:26 |
| 54    | Jacek Tadeusz Morajko (POL) | s.t.    |
| 55    | Ryder Hesjedal (CAN)        | s.t.    |
| 56    | Matija Kvasina (CRO)        | s.t.    |
| 57    | Marcus Ljungqvist (SWE)     | s.t.    |
| 58    | Svein Tuft (CAN)            | s.t.    |
| 59    | Denis Menchov (RUS)         | s.t.    |
| 60    | Jure Golčer (SLO)           | s.t.    |
| 61    | Ján Valach (SVK)            | s.t.    |
| 62    | Marzio Bruseghin (ITA)      | s.t.    |
| 63    | Nicolas Roche (IRL)         | s.t.    |
| 64    | Laurens ten Dam (NED)       | s.t.    |
| 65    | Péter Kusztor (HUN)         | 6:35:44 |
| 66    | Ivan Stević (SRB)           | s.t.    |
| 67    | Gatis Smukulis (LAT)        | 6:36:48 |
| 68    | Tanel Kangert (EST)         | s.t.    |
| 69    | Gonzalo Garrido (CHI)       | s.t.    |
| 70    | Edvald Boasson Hagen (NOR)  | s.t.    |
| 71    | André Cardoso (POR)         | 6:39:42 |
| 72    | Aleksandr Kuschynski (BLR)  | s.t.    |
| 73    | Dainius Kairelis (LTU)      | s.t.    |
| 74    | Petr Benčík (CZE)           | s.t.    |
| 75    | Alexandre Pliuschin (MDA)   | s.t.    |
| 76    | Denys Kostyuk (UKR)         | s.t.    |
| 77    | Sergey Ivanov (RUS)         | s.t.    |
| 78    | Ghader Mizbani (IRI)        | s.t.    |
| 79    | David George (RSA)          | s.t.    |
| 80    | Philip Deignan (IRL)        | s.t.    |
| 81    | Glen Chadwick (NZL)         | s.t.    |
| 82    | Alexandre Usov (BLR)        | 6:49:59 |
| 83    | Tomasz Marczyński (POL)     | s.t.    |
| 84    | Nebojša Jovanović (SRB)     | s.t.    |
| 85    | Takashi Miyazawa (JPN)      | 6:55:24 |
| 86    | Rafâa Chtioui (TUN)         | 7:03:04 |
| 87    | Park Sung-Baek (KOR)        | s.t.    |
| 88    | Wu Kin San (HKG)            | 7:05:57 |
| 89    | Luciano Pagliarini (BRA)    | 7:08:27 |

### Avbröt loppet
Många cyklister förväntas normalt att avbryta de moderna cykelloppen, då deras uppgift är att taktiskt hjälpa lagkamrater (i detta fall landsmän) att ta främre placeringar, exempelvis genom att ge klättringsstarka cyklister bra positioner inför början av en kuperad passage. Många av cyklisterna valde även att satsa på det kommande tempoloppet. Därtill tingades en cyklist som låg bredvid en annan vid Badaling-delen av Kinesiska muren att avbryta loppet.
Det var totalt 53 cyklister som avbröt loppet. Nedan presenteras de i kronologisk ordning:
| 1. David Zabriskie (USA) (tempoloppsförberedelse) 2. Robert Hunter (RSA) (överlappade, diskvalificerad) 3. Alejandro Borrajo (ARG) (överlappade, diskvalificerad) 4. Niki Terpstra (NED) (medicinska problem, utmattning) 5. Matías Médici (ARG) 6. Daniel Petrov (BUL) (överlappade, diskvalificerad) 7. László Bodrogi (HUN) (tempoloppsförberedelse) 8. Horacio Gallardo (BOL) 9. Jonathan Bellis (GBR) (andningsproblem) 10. Raivis Belohvoščiks (LAT) 11. Gerald Ciolek (GER) (utmattning, problem med hetta) 12. Ahmed Belgasem (LBA) 13. Zhang Liang (CHN) (överlappade, diskvalificerad) 14. Juan José Haedo (ARG) (andningsproblem) 15. Hichem Chabane (ALG) (överlappade, diskvalificerad) 16. Roman Broniš (SVK) 17. Matej Jurčo (SVK) (problem med hettan, utmattning) 18. Maxime Monfort (BEL) 19. Steve Cummings (GBR) (utmattning och förberedelse inför tempoloppet) 20. Óscar Freire (ESP) (magsmärtor) 1. Karsten Kroon (NED) (utmattning p.g.a. hetta) 2. Roger Hammond (GBR) 3. Jason McCartney (USA) (utmattning) 4. Vladimir Efimkin (RUS) 5. Andrij Hryvko (UKR) (utmattning p.g.a. hettan) 6. Mario Contreras (ESA) | 1. Mehdi Sohrabi (IRI) (överlappade, diskvalificerad) 2. Henry Raabe (CRC) (överlappade, diskvalificerad) 3. Fumiyuki Beppu (JPN) 4. Gabriel Rasch (NOR) 5. Maksim Iglinskij (KAZ) 6. Stuart O'Grady (AUS) (huvudvärk) 7. Borut Božič (SLO) 8. Evgeniy Gerganov (BUL) 9. Patricio Almonacid (CHI) 10. Timothy Gudsell (NZL) (utmattning) 11. Jurgen Van Den Broeck (BEL) 12. Brian Vandborg (DEN) 13. Stefan Schumacher (GER) (hetta/avgasrelaterad utmattning) 14. Christophe Brandt (BEL) 15. Vladimir Miholjević (CRO) (krasch med Špilak) 16. Lars Petter Nordhaug (NOR) 17. Vincenzo Nibali (ITA) 18. Bert Grabsch (GER) 19. Stef Clement (NED) 20. Ben Swift (GBR) (hetta och utmattning) 21. Rigoberto Urán (COL) 22. Pierre Rolland (FRA) 23. Cyril Dessel (FRA) 24. Pierrick Fédrigo (FRA) 25. Jens Voigt (GER) (hetta/utsläppsrelaterad utmattning) 26. Simon Špilak (SLO) (krasch med Miholjević) 27. Alberto Contador (ESP) (utmattning) |